# Chiriquí (province)
Pour les articles homonymes, voir Chiriquí.
Chiriquí est une province du Panama. Sa capitale est David. La province de Chiriqui est située dans le secteur occidental de la République du Panama, ayant pour limites au nord la province de Bocas del Toro et la région de Ngäbe-Buglé, à l'ouest la province de Puntarenas (dans la République du Costa Rica), à l'est la province de Veraguas et au sud l'océan Pacifique.

## Toponymie
Chiriquí signifie « vallée de la lune » pour les Indiens Ngäbe-Buglé. Selon Phillip Young, le nom du peuple Guaymí est mentionné pour la première fois dans les Chroniques de Ferdinand Colomb (Fernand Colomb pour ses amis), qui relate le quatrième voyage de Christophe Colomb le long de la côte caraïbe de l'isthme en 1502. Selon les chroniqueurs espagnols, les indigènes appelaient cette région Chiriquí ou Cheriqué, un mot qui signifie « vallée de la lune ».

## Géographie
La province de Chiriquí est située à l'ouest du Panama. Elle est bordée au nord par les provinces de Bocas del Toro et Ngöbe-Buglé, à l'ouest par le Costa Rica, à l'est par la province de Veraguas et au sud par l'océan Pacifique. Sa superficie est de 6 476,2 km2, pour une population de 368 790 habitants (87 509 foyers) selon le recensement de l'an 2000.

## Histoire
Avant l'arrivée des Espagnols, Chiriquí était peuplée par nombre de tribus indigènes connues sous le nom de guaymies. Ces tribus comprenaient les changuinas, zurias, boquerones, buricas, doraces, bugabas, et gualacas. Chiriquí fut découverte pour la première fois en 1519 par Gaspar de Espinosa. La province fut officiellement créée le 26 mai 1849, alors que le Panama faisait encore partie de la Colombie.

## Économie

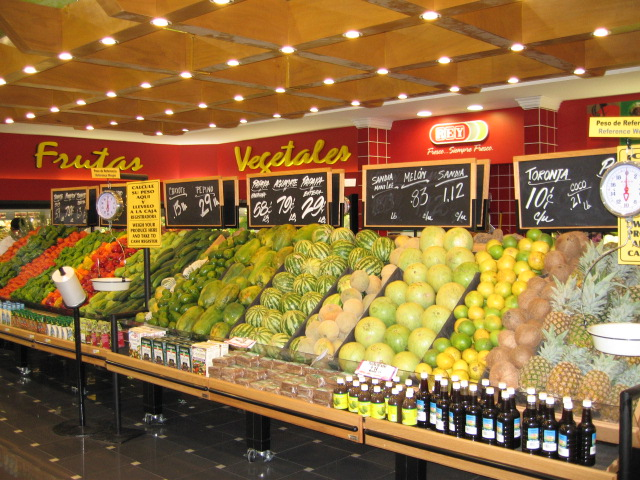
Supermarché à David.

L'économie de Chiriquí est principalement centrée sur l'élevage et la production agricole, qu'elle exporte dans le reste du pays. De plus, l'activité touristique commence à prendre son essor, au fur et à mesure que la province devient une destination pour les touristes panaméens et internationaux.
La province est divisée en treize districts divisés en plusieurs corregimientos. Sa capitale est San José de David

## Climat
La province comporte une importante variété de climats. Des basses-terres chaudes et humides près de David, aux plateaux frais et moites de Cerro Punta qui est considéré comme la plus haute ville de la province, uniquement accessible par des routes pavées.

## Divisions administratives
| District      | Lieu (km²) | Population estimée 2010 | Population estimée 2019 |
| ------------- | ---------- | ----------------------- | ----------------------- |
| Alanje        | 443        | 16 996                  | 17 433                  |
| Barú          | 595        | 57 424                  | 58 472                  |
| Boquerón      | 295        | 15 475                  | 16 229                  |
| Boquete       | 488        | 22 002                  | 23 313                  |
| Bugaba        | 880        | 80 527                  | 83 704                  |
| David         | 868        | 155 812                 | 172 384                 |
| Dolega        | 251        | 25 848                  | 26 805                  |
| Gualaca       | 626        | 10 037                  | 10 412                  |
| Remedios      | 167        | 4 170                   | 4 323                   |
| Renacimiento  | 529        | 21 126                  | 21 490                  |
| San Félix     | 218        | 6 493                   | 6 803                   |
| San Lorenzo   | 648        | 7 729                   | 8 024                   |
| Tierras Altas | -          | -                       | -                       |
| Tolé          | 482        | 12 238                  | 12 674                  |

Districts de Chiriquí.

La province de Chiriquí se divise en 14 districts et 106 corregimientos :
| District                  | Corregimientos | Cabecera                       |
| ------------------------- | --- | ------------------------------ |
| District d'Alanje         | Alanje, Canta Gallo, Divalá, El tejar, Guarumal, Nuevo México, Palo Grande, Querévalo, Santo Tomás                                           | Alanje                         |
| District de Barú          | Puerto Armuelles, Baco, Limones, Progreso, Rodolfo Aguilar Delgado                                                                           | Puerto Armuelles               |
| District de Boquerón      | Boquerón, Bágala, Cordillera, Guabal, Guayabal, Paraíso, Pedregal, Tijeras                                                                   | Boquerón                       |
| District de Boquete       | Bajo Boquete, Alto Boquete, Caldera, Jaramillo, Los Naranjos, Palmira                                                                        | Bajo Boquete                   |
| District de Bugaba        | La Concepción, Aserrío de Gariché, Bugaba, El Bongo, Gómez, La Estrella, San Andrés, Santa Marta, Santa Rosa, Santo Domingo, Solano, Sortová | La Concepción                  |
| District de David         | San José de David, Bijagual, Cochea, Chiriquí, Guacá, Las Lomas, Pedregal, San Carlos, San Pablo Nuevo, San Pablo Viejo                      | San José de David              |
| District de Dolega        | Dolega, Dos Ríos, Los Algarrobos, Los Anastacios, Potrerillos, Potrerillos Abajo, Rovira, Tinajas                                            | Dolega                         |
| District de Gualaca       | Gualaca, Hornito, Los Angeles, Paja de Sombrero, Rincón                                                                                      | Gualaca                        |
| District de Remedios      | Nuestra Señora de los Remedios, El Nancito, El Porvenir, El Puerto, Santa Lucía                                                              | Nuestra Señora de los Remedios |
| District de Renacimiento  | Río Sereno, Breñón, Cañas Gordas, Dominical, Monte Lirio, Plaza de Caisán, Santa Clara, Santa Cruz                                           | Río Sereno                     |
| District de San Félix     | Las Lajas, Juay, Lajas Adentro, San Félix, Santa Cruz                                                                                        | Las Lajas                      |
| District de San Lorenzo   | Horconcitos, Boca Chica, Boca del Monte, San Juan, San Lorenzo                                                                               | Horconcitos                    |
| District de Tierras Altas | Volcán, Cerro Punta, Cuesta de Piedra, Nueva California, Paso Ancho                                                                          | Volcán                         |
| District de Tolé          | Tolé, Bella Vista, Cerro Viejo, El Cristo, Justo Fidel Palacios, Lajas de Tolé, Potrero de Caña, Quebrada de Piedra, Veladero                | Tolé                           |

Par la loi 55 du 13 septembre 2013, la création du district de Tierras Altas a été approuvée, composé des municipalités de Cerro Punta, Cuesta de Piedra, Nueva California, Paso Ancho et Volcán, qui appartenaient au district de Bugaba, Volcán étant le chef du district. C'est également par cette loi qu'a été créé le canton de Solano, séparé du canton de La Concepción (district de Bugaba),. Le nouveau district est entré en vigueur le 1er juillet 2017, alors que sa date de création avait été initialement fixée au 2 mai 2019.